# 서울 상부암 석불입상
서울 상부암 석불입상은 서울특별시 광진구 상부암에 있는 나말여초의 석불 입상이다. 2009년 1월 2일 서울특별시의 유형문화재 제280호로 지정되었다.

## 개요
이 불상은 광진구 광장동 상부암에 봉안되어 있는 석불입상으로 원래 불상 전체에 두껍게 호분이 발라져 있었으나, 최근에 호분이 벗겨진 뒤에 원래의 모습이 드러나게 되었다. 전체적으로 머리가 큼직하고 신체가 날씬한 석불입상으로 머리가 신체에 비해서 높고 큼직하며, 육계도 유난히 큰 것이 특징이다. 머리와 육계 앞면이 다소 깨어졌지만, 머리칼은 소발(素髮)로 표현된 것을 알 수 있다.
얼굴은 사각형에 가깝게 넓지만 양감이 부드럽고 유연하며 눈, 코, 입이 단아하고 미소를 띠고 있어서 원만하게 보인다. 귀는 적당하게 길지만 앞 머리카락 한 줄이 내려와 귀의 중심을 가로 질러 위 귀볼 가장장리를 형성하는 매우 이례적인 모양을 표현하고 있다.
목은 절단된 것을 붙였고, 상체는 짧지만 단아하며 허리가 잘록하고, 하체는 좌우의 다리를 분명하게 나타내어 양감이 매우 뚜렷하다. 오른손은 가슴에 들어 꽃가지를 든 형상으로 주먹을 쥐었고, 왼손은 내려 옷자락을 잡고 있다.
양어깨를 다 덮고 있는 통견의 얇은 법의는 양팔을 돌아 계단식 옷주름을 보이고, 가슴 앞에서 U자형을 이루다 두 다리 사이로 내려와 다시 U자형을 형성하는 이른바 우전왕(優塡王)식 착의법을 보여주고 있다. 이와 같은 착의법은 짧은 상체에 잘록한 허리, 양감이 두드러진 두 다리 등의 신체와 함께 통일신라 8세기 금동불입상 양식의 수용을 보여주고 있으며, 팔의 형태와 계단식 옷주름은 9세기 불상을 계승한 점도 엿보이고 있어서 이 불상이 9세기 후반 내지 10세초에 조성된 불상임을 추정할 수 있다.
대좌는 둥근 연화문 대좌 위의 앙련이며, 연화좌 아래의 하단은 사각형으로 이루어졌고, 큼직한 복련이 새겨져 있는데 형태상 9세기 연화문과 유사한 것으로 판단된다.
이 불상은 부분적으로 손상되어 보존상태가 완전하다고는 볼 수 없으나 서울지역에서 흔하지 않은 나말여초 불상의 양식적 특징을 잘 간직하고 있는 중요한 자료이다.

## 사진

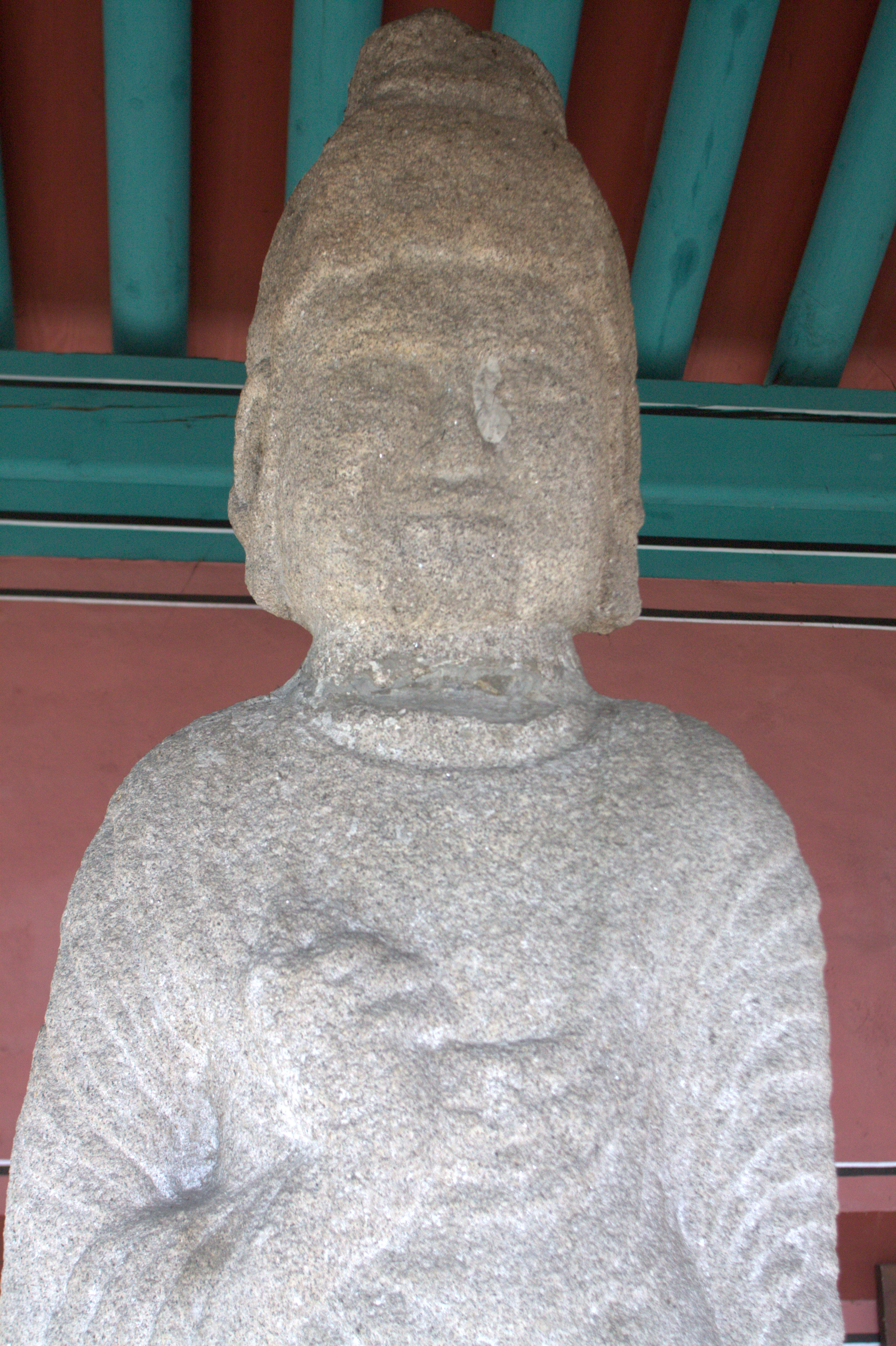
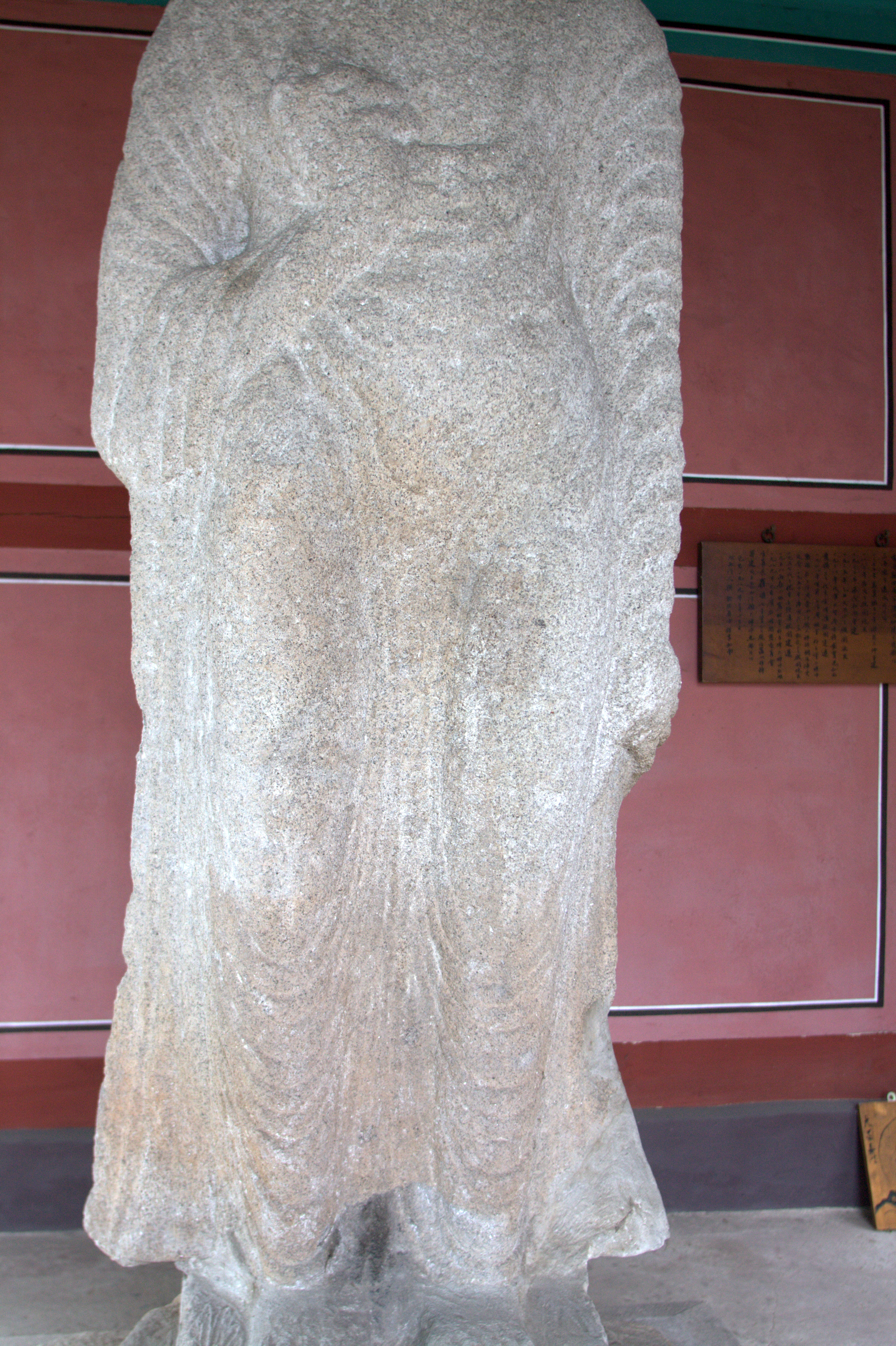
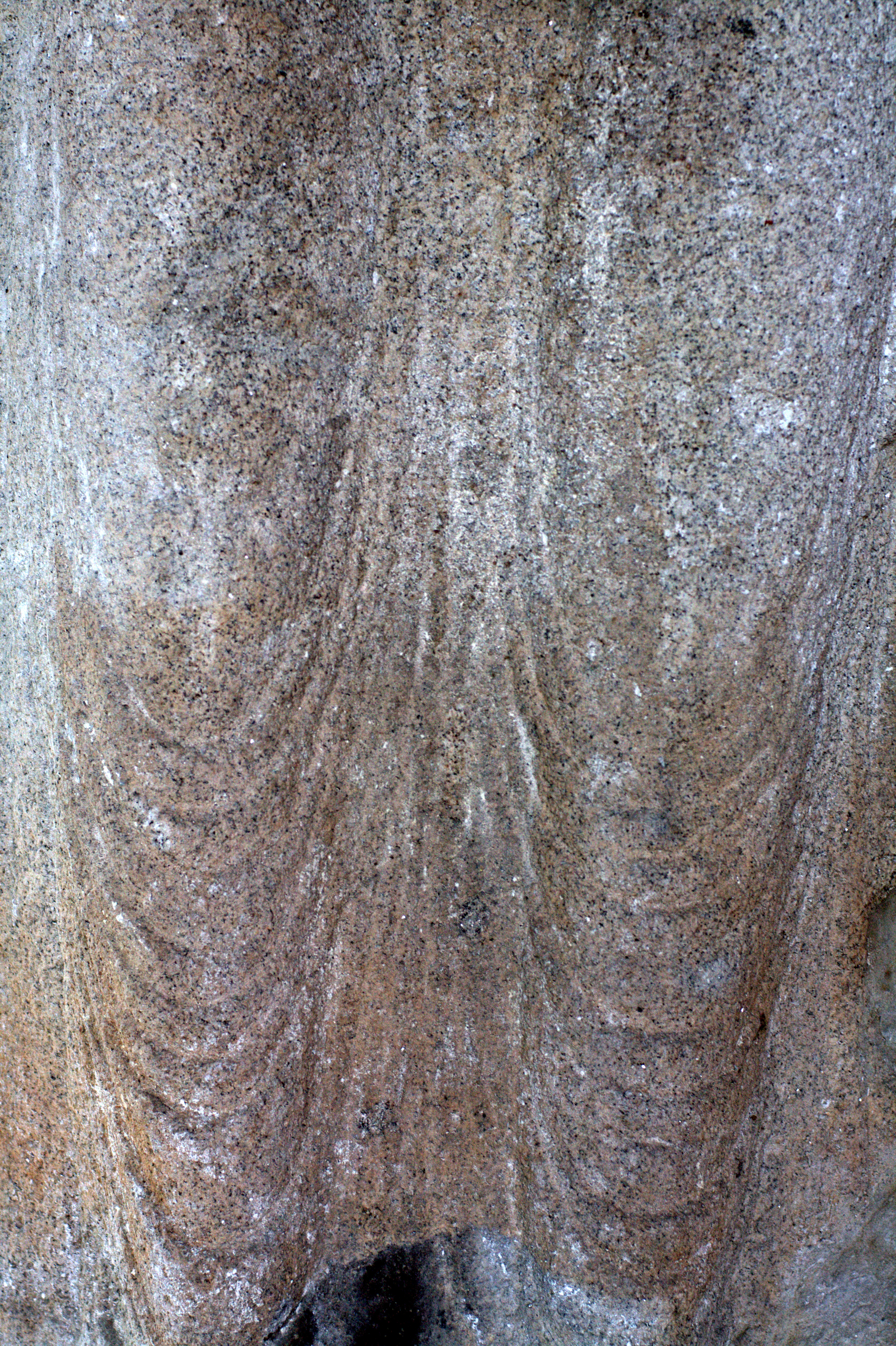
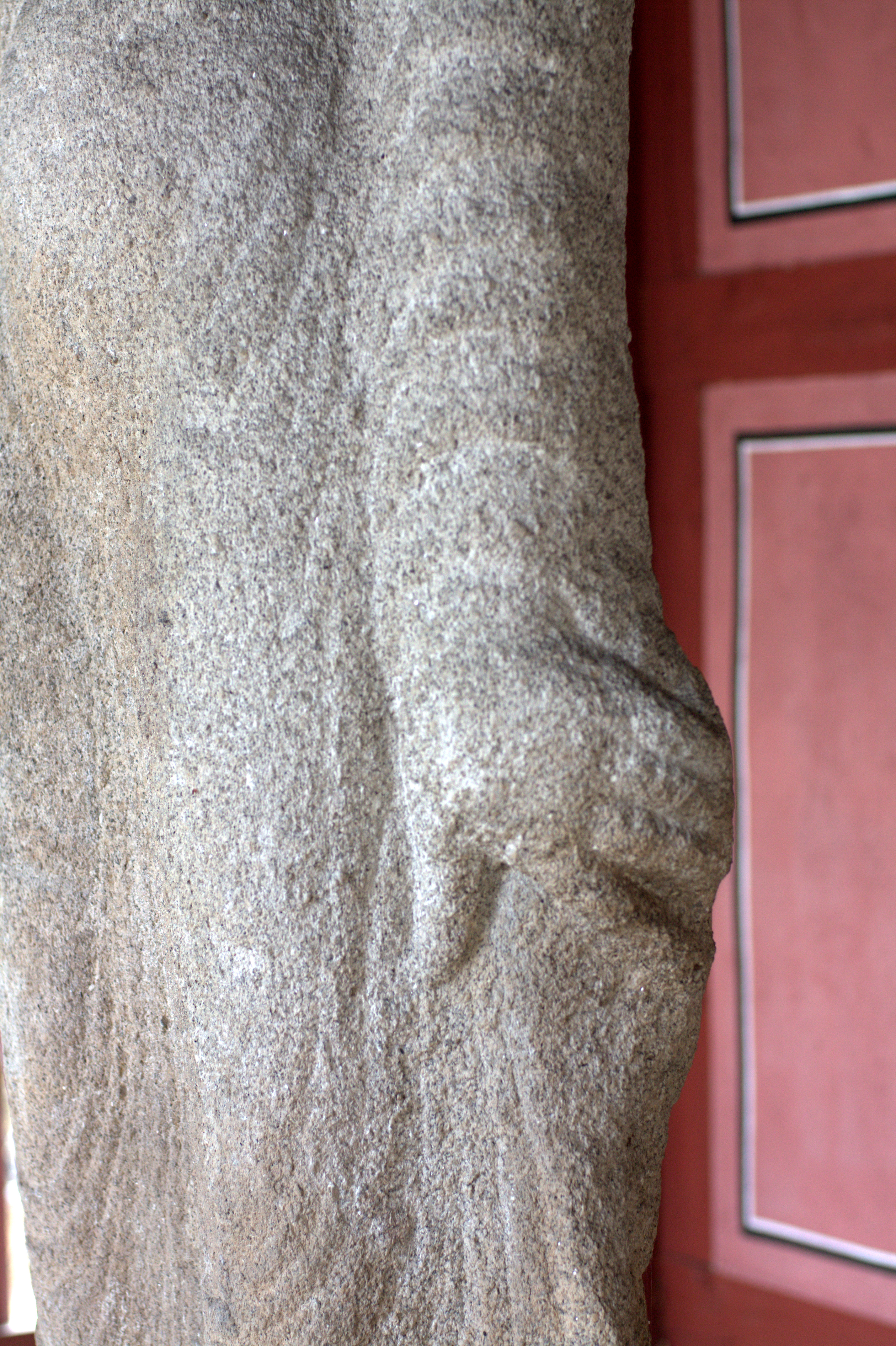
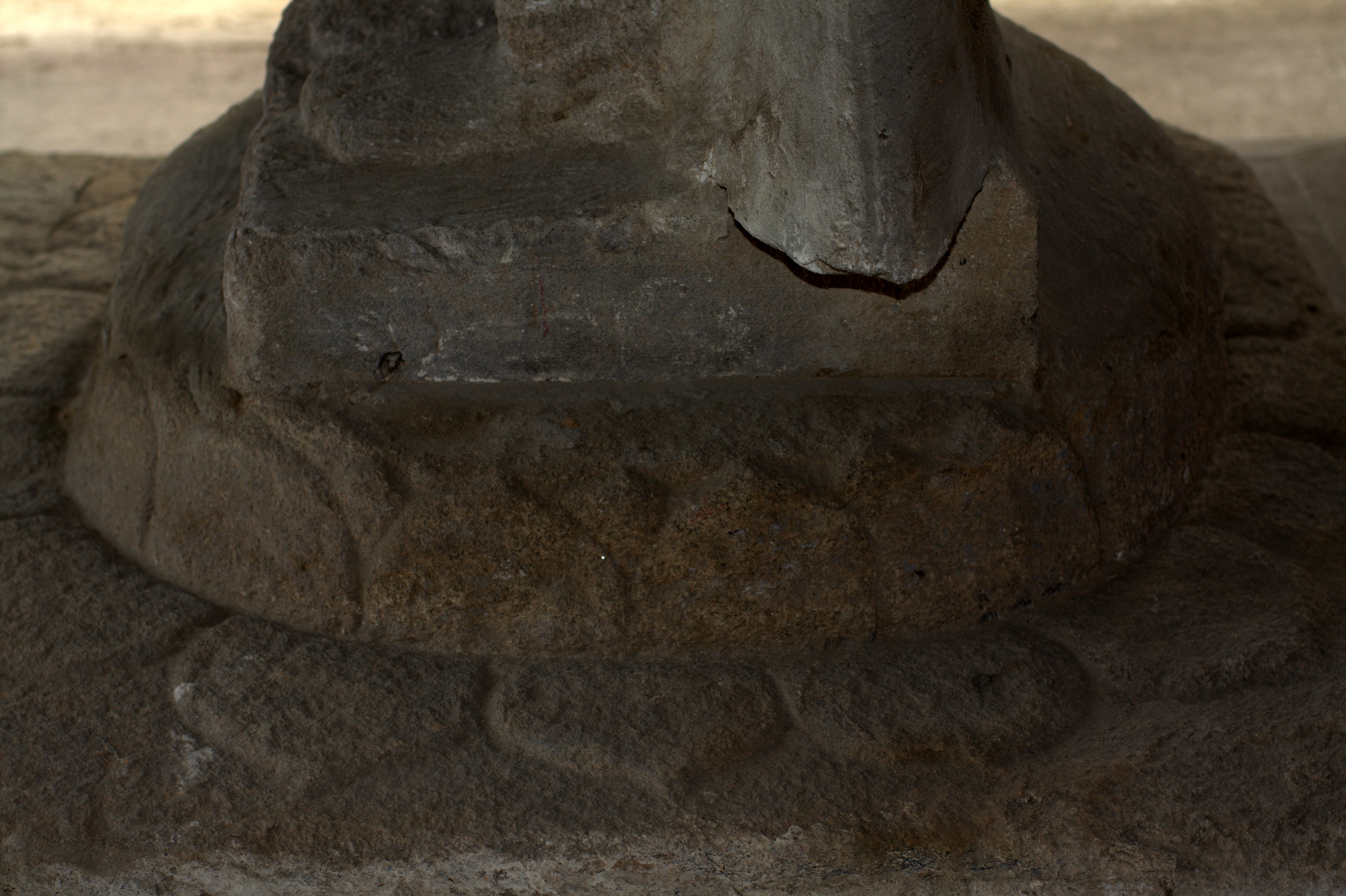
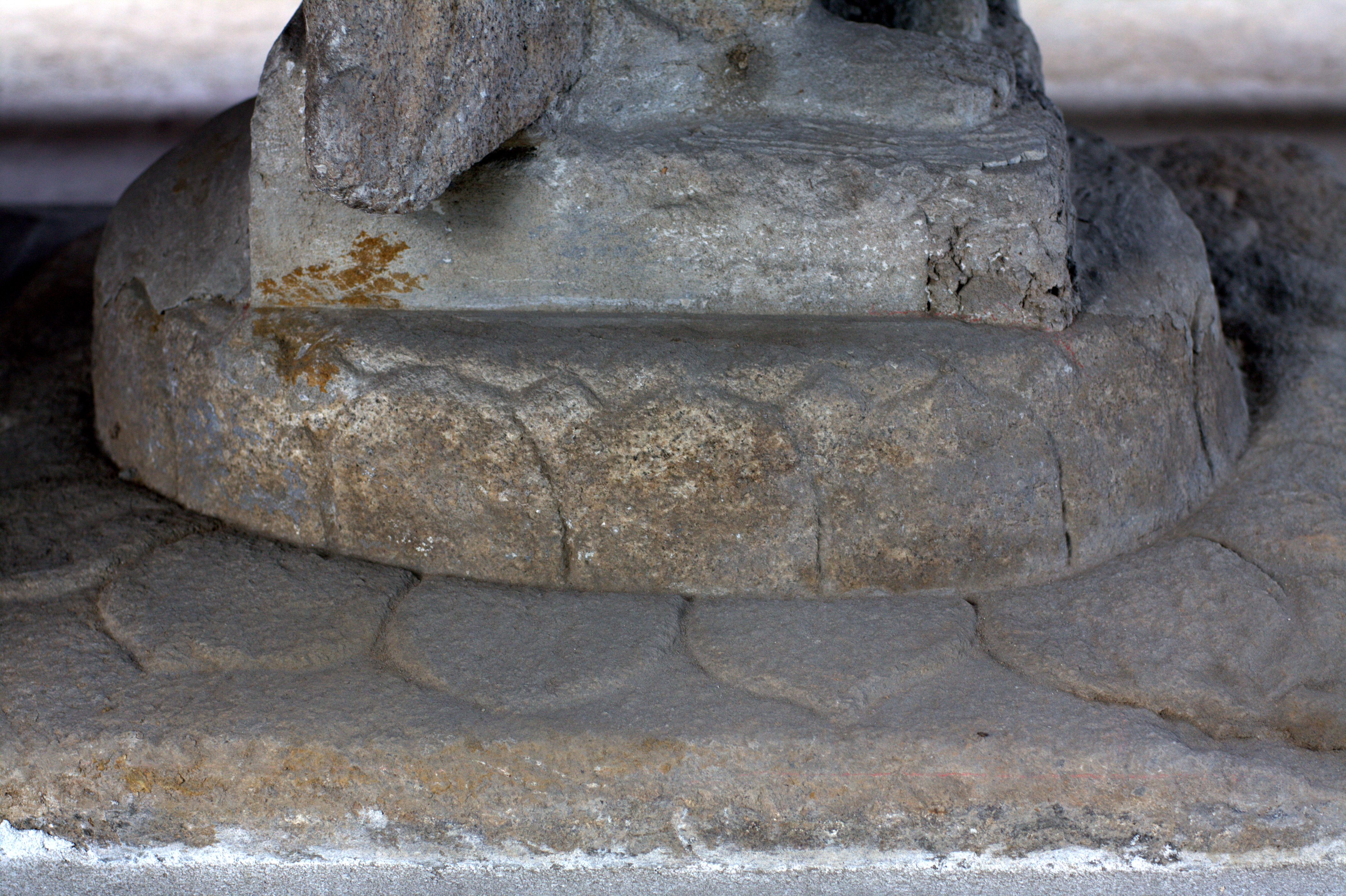
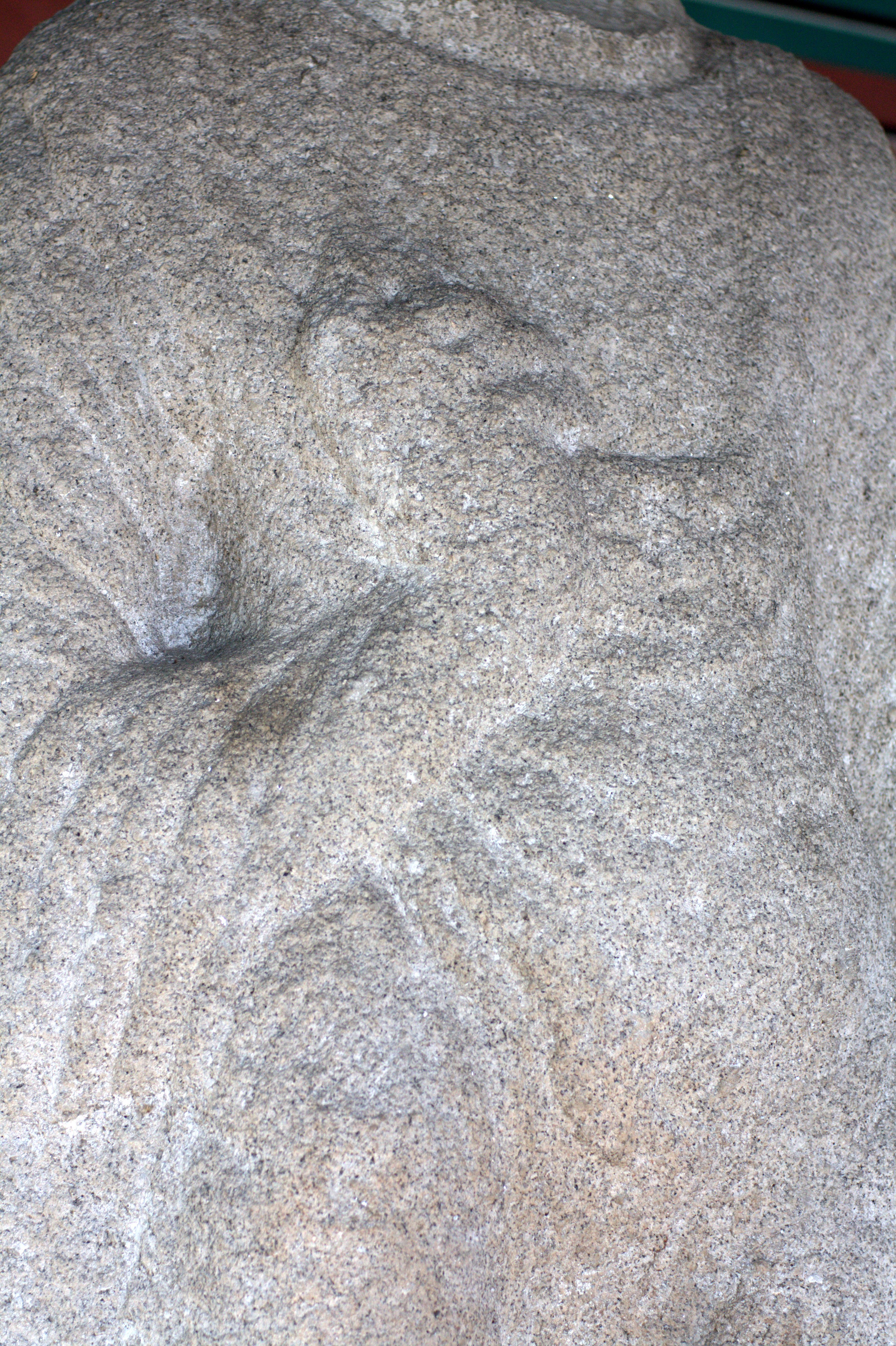
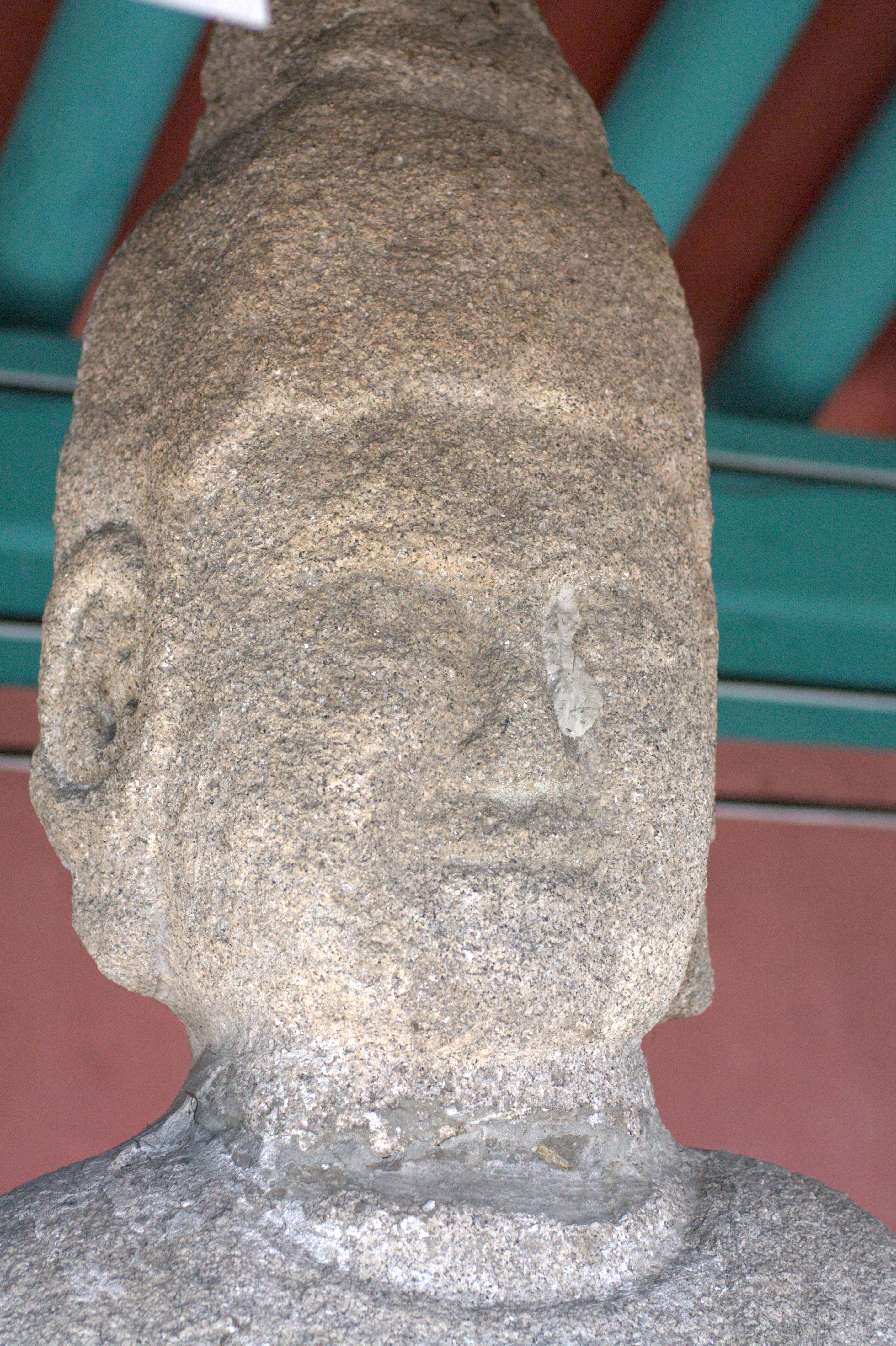